# Matthew Phillip Gelso
Matthew Phillip Gelso (* 18. Juli 1988 in Truckee) ist ein ehemaliger US-amerikanischer Skilangläufer.

## Werdegang
Gelso startete im November 2005 erstmals in West Yellowstone beim Nor-Am-Cup und kam dabei auf den 34. Platz über 10 km klassisch. Bei den Nordischen Junioren-Skiweltmeisterschaften 2006 in Kranj belegte er im Skiathlon und im Sprint jeweils den 44., über 10 km klassisch den 16. Platz und mit der Staffel den 15. Platz. Im folgenden Jahr errang er bei den Nordischen Junioren-Skiweltmeisterschaften 2007 in Tarvisio den 30. Platz im Skiathlon, den 28. Platz über 10 km Freistil und den 12. Platz mit der Staffel. In der Saison 2008/09 erreichte er in Aspen mit dem dritten Platz über 10 km klassisch und den ersten Platz über 25 km Freistil seine ersten Podestplatzierungen bei der US Super Tour. Bei den U23-Weltmeisterschaften 2009 gelang ihn der 32. Platz im Sprint, der 25. Platz im Skiathlon und der 19. Rang über 15 km Freistil. Im März 2010 wurde er US-amerikanischer Meister über 10 km klassisch. Nach Platz zwei über 10 km Freistil bei der US Super Tour in West Yellowstone zu Beginn der Saison 2012/13, debütierte er in Canmore im Skilanglauf-Weltcup und belegte dabei den 52. Platz im 15-km-Massenstartrennen und den 36. Platz im Skiathlon. Es folgte bei der US Super Tour in Midway der dritte Platz über 15 km Freistil und zum Saisonende der neunte Platz in der Gesamtwertung. In der Saison 2013/14 errang er bei der US Super Tour in Saint Paul den zweiten Platz über 10 km Freistil und den ersten Platz im 15-km-Massenstartrennen. Im Februar 2014 wurde er Siebter beim American Birkebeiner. In der Saison 2014/15 kam er bei der US Super Tour siebenmal unter die ersten Zehn. Dabei errang er in Bozeman im Sprint und im 15-km-Massenstartrennen jeweils den dritten Platz und siegte in West Yellowstone über 15 km Freistil. Zudem wurde er beim Nor Am Cup in Rossland Zweiter über 15 km klassisch. Beim Saisonhöhepunkt den Nordischen Skiweltmeisterschaften 2015 in Falun belegte er den 54. Platz im Skiathlon. Die Saison beendete er auf dem siebten Platz in der Gesamtwertung der US Super Tour. Nachdem er im Sommer 2016 den Kangaroo Hoppet gewann, siegte er bei der US Super Tour in West Yellowstone jeweils über 15 km klassisch und im Sprint und belegte beim Nor Am Cup in Vernon den zweiten Platz über 15 km Freistil. Im Februar 2017 holte er in Pyeongchang mit dem 29. Platz im Sprint und den 19. Platz im Skiathlon seine ersten und einzigen Weltcuppunkte. Zum Saisonende errang er beim Weltcup-Finale in Québec den 49. Platz und erreichte den 125. Platz im Gesamtweltcup und den siebten Platz in der Gesamtwertung der US Supertour. Dies war seine letzte Teilnahme am Weltcup.

## Siege bei Continental-Cup-Rennen
| Nr. | Datum             | Ort               | Disziplin             | Serie                     |
| --- | ----------------- | ----------------- | --------------------- | ------------------------- |
| 1.  | 17. Januar 2009   | Aspen             | 25 km Freistil        | US Super Tour             |
| 2.  | 11. März 2010     | Steamboat Springs | 10 km klassisch 1     | US Super Tour             |
| 3.  | 11. Februar 2012  | Aspen             | 10 km klassisch       | US Super Tour             |
| 4.  | 15. Februar 2014  | Saint Paul        | 15 km klassisch Mst.  | US Super Tour             |
| 5.  | 29. November 2014 | West Yellowstone  | 15 km Freistil        | US Super Tour             |
| 6.  | 27. August 2016   | Falls Creek       | 42 km Freistil Mst. 2 | Australia/New Zealand Cup |
| 7.  | 3. Dezember 2016  | West Yellowstone  | Sprint Freistil       | US Super Tour             |
| 8.  | 4. Dezember 2016  | West Yellowstone  | 15 km klassisch       | US Super Tour             |